# Буг
Буг или Западни Буг (пољ. Bug; рус. Западный Буг) река је у источној Европи и лева притока реке Нарев (део басена реке Висле и Балтичког мора).

## Карактеристике
Река Буг извире у Подољском побрђу на североистоку Украјине, тече према северу до града Бреста где нагло скреће ка западу, и улива се у реку Нарев код града Сероцка у Мазовском Војводству Пољске на око 24 km низводно од њеног ушћа у реку Вислу.
Укупна дужина водотока је 772 km, од чега је највећи део преко територије Пољске (587 km). Укупна површина сливног подручја Буга је 73.470 km², а просечан годишњи проток у доњем делу тока је 110 m³/s. Преко канала Дњепар—Буг је повезан са ријеком Дњепар и са Црним морем. Под ледом је од краја децембра до краја марта.
Средњи део Буга представља део природне међудржавну границу између Пољске и Украјине, а потом и Пољске и Белорусије. Традиционално, њен доњи део тока се сматра границом између православља на истоку и католицизма на западу. Током Другог светског рата, након немачке инвазије на Пољску ријека Буг је била граница између Вермахта и совјетске Црвене армије.

### Притоке
- Најважније леве притоке реке Буг су: Золочивка, Полтва, Солокија, Букава, Хучва, Ухерка, Ливјец и Рата.
- Најважније десне притоке су: Луга, Мухавец, Љаснаја, и Нурец.